# Indigetes
Los indigetes (latín: indigetes o indigetae o indiketes), undigesquios o indigesquios 'habitantes de Undika o Indika' (gen. untikesken) en lengua indígena, fueron un pueblo íbero establecido en lo que hoy es la provincia de Gerona, en el extremo nordeste de la península ibérica, en el golfo de Ampurias y Rhoda extendiéndose hasta el Pirineo y ocupando las comarcas del Ampurdán, La Selva y, quizá también, el Gironés, donde se encontraban los ausetanos, étnicamente relacionados.
Estaban divididos en cuatro tribus y sus ciudades principales eran: Indika (solo mencionada por Esteban de Bizancio, no localizada, pero posiblemente la misma Ampurias, si no Ullastret), Emporiae (Ampurias, donde se instaló una importantísima colonia griega, de los griegos focenses massaliotas, con su correspondiente emporio comercial), Rhode (Rosas), Juncaria  (La Junquera), Cinniana (Cervià) y Deciana (próxima a La Junquera). En el cabo de Creus había un templo dedicado a Venus y un pequeño puerto llamado Portus Veneris (Portvendres). Sus tierras estaban regadas por el río Clodianus (Fluvià), el Sambrocas (Muga) y el Tichis (río Ter). El distrito del golfo de Ampurias fue conocido como el Juncaris Campus.
Los indigetes acuñaban una moneda propia que llevaba la inscripción en escritura ibérica nororiental undikesken, que en lengua ibérica se interpreta habitualmente como (moneda) de los de undika, teoria consensuada por la mayoria de iberistas catalanes
En el 218 a. C. se sometieron a Roma. En el 195 a. C. se sublevaron contra Roma y el cónsul Marco Porcio Catón reprimió esta rebelión derrotando a los indigetes.
Los principales yacimientos están en Ullastret (Bajo Ampurdán), Castell Fosca (Palamós, Bajo Ampurdán) y Puig Castellet (Lloret de Mar, La Selva)